# شکر قنادی

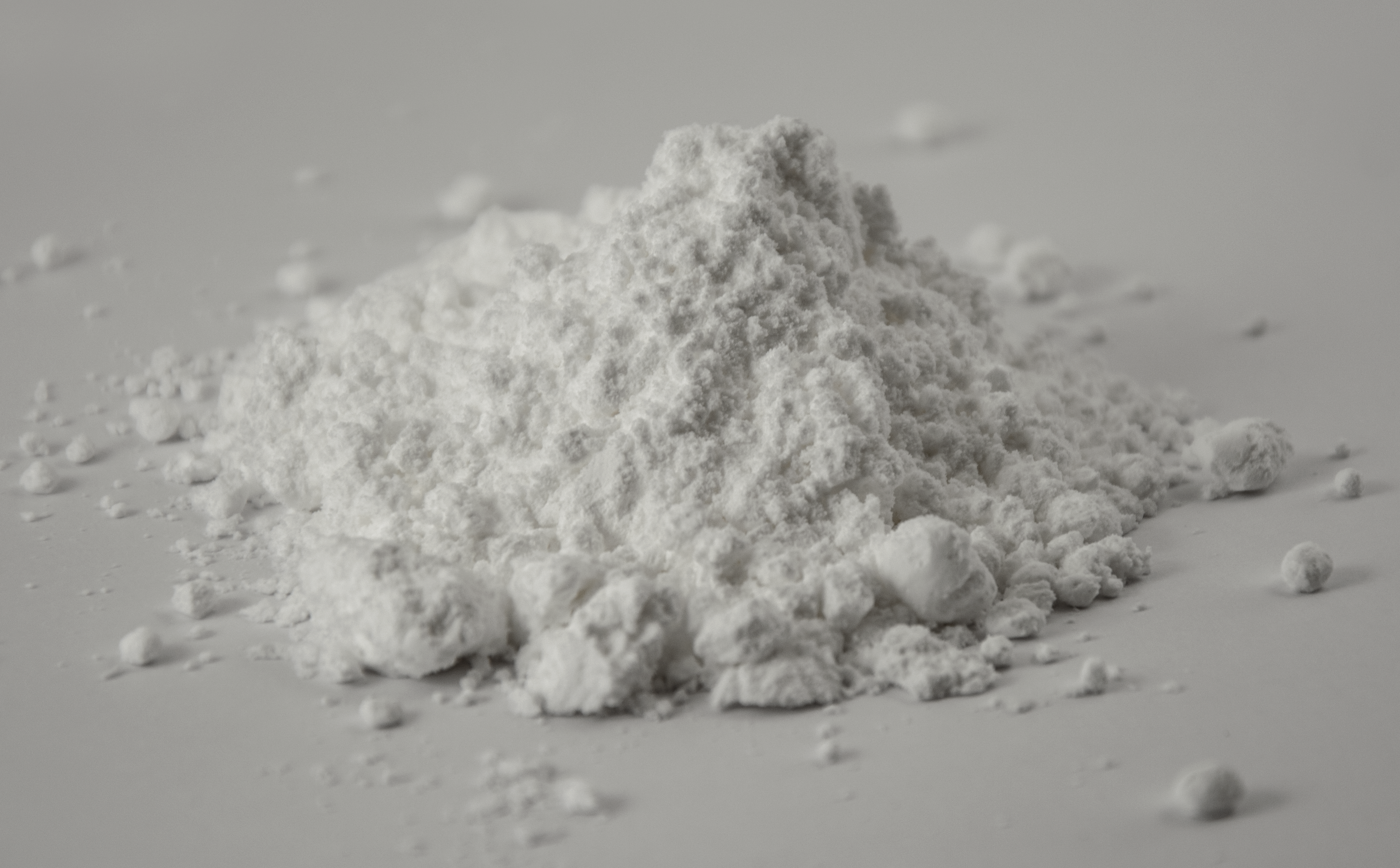
شکر قنادی

شکر قنادی یا پودر قند (به انگلیسی: confectioners sugar) (به انگلیسی: icing sugar) نوعی شکر مرغوب است که بیشتر برای لعاب روی شیرینی و تزیین کیک بکار برده می‌شود. درجهٔ مرغوبیت شکر با X نشان داده می‌شود و نوع معمولی آن XXX یا XXXX است و مرغوب‌ترین نوع آن X ۱۰ دارد.

## انواع
شکر کاستر (به انگلیسی: Caster sugar) یا شکر نانوایی: شکر کاستر دارای ذره‌های بزرگتر از شکر قنادی است و ذرات آن تقریباً به اندازه نصف شکر سفید معمولی است.